# Elezioni presidenziali in Slovacchia del 2019
Le elezioni presidenziali in Slovacchia del 2019 si sono tenute il 16 marzo (primo turno) e il 30 marzo (secondo turno).

## Risultati
| Candidati             | Partiti                                     | I turno   | I turno | II turno  | II turno |
| Candidati             | Partiti                                     | Voti      | %       | Voti      | %        |
| --------------------- | ------------------------------------------- | --------- | ------- | --------- | -------- |
| Zuzana Čaputová       | Slovacchia Progressista                     | 870 415   | 40,57   | 1 056 582 | 58,41    |
| Maroš Šefčovič        | Indipendente (Direzione - Socialdemocrazia) | 400 379   | 18,66   | 752 403   | 41,59    |
| Štefan Harabin        | Indipendente                                | 307 823   | 14,35   |           |          |
| Marian Kotleba        | Partito Popolare Slovacchia Nostra          | 222 935   | 10,39   |           |          |
| František Mikloško    | Indipendente                                | 122 916   | 5,73    |           |          |
| Béla Bugár            | Most-Híd                                    | 66 667    | 3,11    |           |          |
| Milan Krajniak        | Siamo una Famiglia                          | 59 464    | 2,77    |           |          |
| Eduard Chmelár        | Indipendente                                | 58 965    | 2,75    |           |          |
| Martin Daňo           | Indipendente                                | 11 146    | 0,52    |           |          |
| Róbert Švec           | Indipendente                                | 6 567     | 0,31    |           |          |
| Juraj Zábojník        | Indipendente                                | 6 219     | 0,29    |           |          |
| Ivan Zuzula           | Partito Conservatore Slovacco               | 3 807     | 0,18    |           |          |
| Bohumila Tauchmannová | Indipendente                                | 3 535     | 0,16    |           |          |
| Robert Mistrík        | Indipendente                                | 3 318     | 0,15    |           |          |
| József Menyhárt       | Partito della Comunità Ungherese            | 1 208     | 0,06    |           |          |
| Totale                | Totale                                      | 2 145 364 | 100     | 1 808 985 | 100      |